# Formentera
Ne doit pas être confondu avec Fuerteventura.
Formentera (en catalan et  en castillan) est la plus petite des quatre îles principales et habitées de l'archipel espagnol des Baléares. Elle est située au sud de l'île d'Ibiza avec laquelle elle forme l'ensemble des îles Pityuses. L'île constitue également une commune.

## Toponymie
Le nom de l'île provient du mot latin frumentarium, signifiant « grenier » (à rapprocher étymologiquement du terme « froment », autre nom en français du blé tendre utilisé pour la panification).

## Histoire
Vers 1800-1600 av. J.-C., des peuples occupent l'île. La sépulture mégalithique Ca Na Costa, découverte, en 1974, en atteste.
Succédant aux Grecs, aux Carthaginois, puis aux Romains et enfin aux Byzantins, les Arabes ralliés à l'émirat de Cordoue s'implantent sans doute de manière permanente à partir de 902. Il n'existe aucune référence quant à savoir si l'île a été peuplée après les invasions wisigothes. Durant période arabe, l'île possède une population stable, puisque des vestiges de maisons, de puits et de citernes subsistent.
En 1109, l'île est ravagée par une invasion norvégienne commandée par Sigurd 1er.
Les chrétiens, commandés par le roi d'Aragon Jacques 1er, reprennent l'île en 1235. La présence humaine n'y est qu'occasionnelle. L'île intègre ensuite le royaume de Majorque.
En 1336, la chapelle romane Sa Tanca Vella est bâtie. C'est l'époque de la peste noire.
En 1529, la bataille de Formentera voit s'affronter l'empire autrichien de Charles Quint et l'empire ottoman, vainqueur de la joute. L'amiral Rodrigo de Portuondo y perd la vie.
La présence humaine devient permanente vers 1695. Les capitaines ibicencos (natifs d'Ibiza) Marc Ferrer et Toni Blanc reçoivent l'île en récompense de services rendus. En 1726, l'église de San Francisco Javier est édifiée ; son établissement est reconnu comme la marque de l'installation durable d'habitants. Un réseau de tours défensives s'établit : la menace d'attaques pirates venus d'Afrique du Nord, appelés les Barbaresques, est forte et constante.
Le cap du millier d'habitants est franchi vers 1800.
Entre 1875 et 1947, nombre d'îliens émigrent vers les possessions espagnoles américaines : Cuba, Uruguay ou encore Argentine. Après une brève occupation par les Républicains, lors de l'échec du débarquement à Majorque du 16 août 1936, les Nationalistes espagnols dirigent l'île ; un camp de détention est présent près des Salines, entre 1940 et 1942.
Dans les années 1960, le tourisme se développe. Les Hippies sont, très tôt, attirés par Formentera.
L'île intègre l'Autonomie des Baléares, à sa création en 1983. En 2007, elle obtient un statut spécifique, son Conseil insulaire devenant autonome de celui d'Ibiza.

## Géographie

Localisation de l'île de Formentera dans les Îles Baléares.
Localisation de Formentera dans les îles Pityuses.

Formentera est une île principale située à environ 3 milles nautiques (6 km) au sud d'Ibiza en mer Méditerranée et d’une longueur de 19 kilomètres. C'est la plus petite des quatre îles majeures de l'archipel des Baléares, la deuxième après celle d'Ibiza dans le groupe des îles Pityuses.
Lui sont géographiquement rattachés de nombreux îlots. Au nord de l'île de Formentera se trouve l'îlot d'Espalmador (Illa de s'Espalmador) ; un peu plus à l'est, se place l'îlot d'Espardell (Illa de s'Espardell), l’une des plus importantes zones marines d’Europe, avec des colonies de barracudas, langoustes et poulpes.Tous deux sont entourées d'autres îlots qui sont souvent autant d'écueils. Espalmador est séparée de l'île de Formentera par un banc de sable peu profond mais dangereux en raison de courants forts. Plus au nord encore, l’île d'Espalmador est elle-même séparée des écueils du sud d'Ibiza par un chenal de moins de 1 km de large, par où passent la plupart des liaisons maritimes du continent au port d'Ibiza, ou du port d'Ibiza à celui de Formentera au nord-ouest de l'île.
La Savina est le village où se situe le port et la marina de l’île. Du port, part la principale route de l'île (qui rejoint le principal village au centre de l'île et donne accès aux autres villages) qui passe entre les deux grands étangs salés de l'île :
- le s'Estany Pudent, fermé mais réalimenté en eau de mer par un étroit canal artificiel, La Sèquia qui s'ouvre sur la mer par un vivier de pêche entre les rochers, et bordé de marais salants (près du port et surtout au nord-est), mais dont on peut faire le tour par une route secondaire,
- et le s'Estany des Peix, plus petit en surface que le précédent, mais ouvert sur la mer par une passe utilisée par les pêcheurs comme aussi par les plaisanciers qui viennent mouiller leurs bateaux de plaisance au nord de l'étang, près du port ; le sud-ouest de l'étang est aussi bordé de salines elles aussi exploitées.

Au sud de l'île, le cap de Berberia (accessible  depuis le centre de l'île par une autre route secondaire), accueille un phare puissant qui permet à tous les navires pénétrant dans la mer Méditerranée par le détroit de Gibraltar de se repérer. Durant la période hivernale lorsque les eaux sont plus froides, il est possible de voir la côte algérienne en face (par beau temps) qui est à un peu plus de 200 km du cap. — Le cap de Berberia est plus près de la côte algérienne que de Barcelone. Le port continental de Dénia est cependant bien plus proche, de même que la plage et les îlets entre le cap de San Antonio et celui de Portixol à Xàbia (Jávea en castillan) et son quartier du Balcon al Mar construit sur les falaises du cap de Portixol qui accueille aussi le second phare marquant le passage du cap entre le continent et l’île (les deux villes valenciennes de Dénia et Xàbia sont situées à environ 100 km et visibles de temps en temps depuis la côte ouest de Formentera (Cala Saona) dès que la brume marine est chassée par un simple vent côtier).
Un autre phare marque le cap de la Mola à l'extrémité la plus à l'est où se termine la route principale de l'île.

## Milieu naturel
L'aspect remarquable de l'île est l'état de conservation de son patrimoine naturel (préservé depuis longtemps par une urbanisation très faible de l'île qui avait même pratiquement été désertée par l'homme), avec une mer aux eaux limpides et cristallines qu'on trouve rarement sur les autres îles méditerranéennes.
Une des raisons de cette pureté est l'existence d'un important herbier de posidonies tout autour de l'île, qui agissent en filtres naturels, nettoyant l'eau, et permettant aussi d'abriter des espèces marines très diverses. Un autre effet de ce nettoyage naturel porte sur la sédimentation du sable sur les plages de sable qui font le succès touristique de l'île, également réputée par les amateurs de plongée sous-marine. Cet herbier de posidonie serait l’être vivant avec la plus longue durée de vie au monde.
Cette véritable forêt de posidonies fait l'objet d'un programme de protection officiel et de promotion, et le littoral lui-même est très peu construit, ce qui a préservé aussi les zones de marais côtiers, et évité le bétonnage des plages qu'on trouve sur toutes les côtes en Espagne et même le long de la plupart des plages des autres îles Baléares. Ce sont des raisons pour lesquelles le littoral de Formentera et ses salines côtières a été classé en 1999 par l'Unesco dans le patrimoine mondial naturel avec aussi les salines du Sud d'Ibiza alors que les deux îles étaient encore dans la même municipalité.
Toutefois, ce sont surtout les salines d'Ibiza qui avaient été protégées avant la séparation des conseils insulaires, et le développement anarchique de la plongée sous-marine et des mouillages dans les étangs salés de Formentera ont pu mettre en danger ces posidonies, malgré le classement de l'Unesco. Il est dans les missions du nouveau conseil insulaire de Formentera de mieux protéger la spécificité de son littoral, où des salines sont également très présentes mais pas les seules richesses naturelles à protéger.

## Démographie et administration
Avec ses îlots et écueils et son domaine territorial maritime, Formentera constitue aujourd'hui une commune, qui compte 11 374 habitants (2013) pour une superficie terrestre de 83,24 km2.
Les principaux villages inclus dans la municipalité sont (noms cités en catalan) : Sant Francesc Xavier (le principal village de l’ile), Sant Ferran de ses Roques, El Pilar de la Mola, Es Pujols et La Savina.
Historiquement, ces villages formaient 6 communes distinctes dans l'île, jusqu’à ce que le déclin démographique ne permette plus de maintenir une administration locale. Par la suite, ces municipalités ont été dissoutes et l'île entière a été longtemps intégrée dans la municipalité d'Ibiza.
Par suite du développement du tourisme depuis la seconde moitié du XXe siècle, Formentera a connu un regain d'activité et donc aussi de population locale. Formentera est alors redevenue une municipalité séparée d'Ibiza, mais toujours intégrée dans sa comarque, puis dans son conseil insulaire (lorsqu'il a été créé après l'obtention du statut d'autonomie des Baléares dans le royaume d'Espagne).
Depuis fin 2007, la municipalité a été séparée du Conseil insulaire d'Ibiza et de Formentera (et aussi de sa comarque) pour devenir le quatrième conseil insulaire (Consell insular en catalan) au sein de la communauté autonome des îles Baléares, l'ensemble des compétences étant réunies dans un conseil territorial unique.
Le nouveau conseil insulaire a été élu en juin 2007 et le conseil a officiellement exercé l'ensemble de ses compétences depuis le 1er janvier 2008, transférées de l'ancien conseil insulaire d'Ibiza et Formentera (qui a depuis lors été totalement dissous).
Il n'est pas envisagé de recréer les anciennes communes en scindant l'actuelle commune unique. Les deux institutions municipales et insulaires de Formentera coexistent (au moins encore formellement sur le plan légal et institutionnel) sur le même territoire ; il est question de fusionner complètement ces deux institutions locales en un conseil unique, tant les compétences locales sont partagées et doivent répondre à des objectifs communs (mais pas encore les budgets et la fiscalité d'origines différentes).

## Culture

### Langues
Les langues officielles y sont le catalan (dans sa variété dialectale ibizane, également parlée à Ibiza), et l'espagnol castillan. Durant la période estivale, l'italien et l'allemand sont largement utilisés.

### Blasonnement
Le blasonnement officiel actuel de Formentera se lit (en catalan) :
Escut caironat d’atzur, una torre d’or sostinguda sobre un peu ondat d’argent amb dues faixes ondades d’atzur, acostada de dues garbes de forment d’or i acompanyada al cap d’un escudet triangular curvilini d’or, amb quatre pals de gules.
On peut le traduire approximativement comme :
Écu en carreau d’azur, avec une tour d’or soutenue en pied par une onde d'argent à deux fasces ondées d'azur, accostée de deux épis de froment d’or et accompagnée en chef d'un petit écu triangulaire curviligne d’or palé de quatre pièces de gueules.

L'ancien blason historique de Formentera (quand elle était une comarque de six municipalités).
L'ancien blason d'Ibiza et Formentera, quand elles ne formaient plus qu'une seule municipalité.
Variante simplifiée du blason historique, très probablement mal reproduite, mais qui a été utilisé temporairement par la municipalité entre 2007 et 2009.
Le blason actuel depuis fin 2007, modernisé, et officiellement approuvé et utilisé depuis 2009.

Le drapeau de l'ĭle pose ce blason cousu au centre sur les couleurs catalanes (en bandes horizontales d'or et de gueules), tandis que le blason utilisé en armoiries sur les documents officiels insulaires est généralement cousu d'or et coiffé en chef d'une couronne à trois ornements du même (cet or est souvent assombri, voire de sinople, pour un meilleur contraste sur les documents à fond blanc) ; cependant cette coiffe comme aussi la couture ne font pas partie du blasonnement officiel, pas plus que la couture du blason sur les couleurs catalanes du drapeau, ces couleurs étant déjà palées dans le blason.

### Sports
Du 1er au 7 septembre, Formentera a accueilli la 2007 Techno 293 OD World Championships de planche à voile pour les jeunes âgés d'au plus dix-sept ans.

## Économie

### Transports
L'île n'est accessible que par bateau, depuis l’île d’Ibiza (port d’Ibiza ou de Santa Eulària), ainsi que depuis l'Espagne continentale (essentiellement depuis Barcelone en Catalogne, ou depuis Valence et Denia en communauté valencienne, voire aussi certaines liaisons privées saisonnières depuis le port de plaisance de Xàbia, voisin de Dénia et le plus proche de Formentera, ou encore depuis le port d'Alicante plus au sud).

### Développement économique et infrastructures
L'île dispose d'infrastructures de base comme un hôpital, un supermarché, plusieurs hôtels, des cafés et restaurants et centres de loisir, ainsi qu'une marina bien équipée et d'une surface protégée permettant de nombreux mouillages de navires de plaisance.
Ces facilités ont permis de rendre accessible ce territoire et de développer en même temps son activité touristique, l'activité agricole ayant chuté considérablement. L'île est ainsi connue pour ses plages immaculées mais aussi pour le naturisme qui est accepté sur la plupart d'entre elles.
Toutefois, un des grands problèmes de l'île (commun à de nombreuses autres petites îles méditerranéennes, aujourd'hui tournées vers le tourisme pour sa principale activité la plus rentable) est la rareté et le coût des ressources en eau douce (compliquée par la pression croissante de la demande touristique) et en énergie, ainsi que la protection de son environnement naturel étant donné les coûts nécessaires pour sa protection ou son entretien, et le problème de gestion des déchets. Pour la population locale, existe aussi le problème de la trop forte saisonnalité des emplois, malgré les tentatives pour développer un tourisme hivernal moins saisonnier, puisque l'île ne dispose pas non plus d'un environnement naturel aussi exceptionnel que les autres grandes îles des Baléares.
La compréhension de l'importance et la spécificité de gestion de ces problèmes spécifiques à l'île est à la base de la formation du récent conseil insulaire depuis début 2008, afin que développement touristique et économique et protection de l'environnement soient compatibles et plus liés à l'activité et aux objectifs très différents d'Ibiza.

### Lieux touristiques
- À mi-chemin entre Ibiza et Formentera, la petite île d'Espalmador est une propriété privée inhabitée mais ses 146 hectares sont accessibles aux baigneurs (nudistes) qui apprécient aussi les bains de boue sulfurée très renommés, qui se forment dans des cuvettes naturelles à proximité de ses longues plages naturelles de sable fin. Les bateaux peuvent mouiller dans les anses paradisiaques de s'Alga au centre et de sa Torreta au nord-ouest.
- Au détour du chemin de randonnée reliant les hameaux de Las Salinas à sa Pedrera le long des deux étangs salés, apparaît la Punta Pedreras (à l'ouest de l'île et au sud-ouest du port de la Savina) : une grande étendue minérale parsemée de trouées que la mer a transformées en piscines naturelles, elles aussi remplies de boues sulfurées et bordées de sel.
- Les amateurs de plongée peuvent explorer l'épave de bateau qui gît tout près sur la côte, et admirer les espèces marines qui vivent dans l'eau cristalline au-dessus des forêts de posidonies.
- Les salines et les ouvrages qui les alimentent sont incontournables, de même que le moulin à vent historique, et les anciennes tours de guet autour de l'île, et les petites maisons traditionnelles paysannes et petites chapelles de pierre avec très peu d'ouvertures.
- Les paysages de vigne, d'oliviers et de petits champs de blé... ou de cactus, et d'une façon générale les chemins de randonnée qui découvrent aussi au gré d'un détour des côves profondes formées par l'eau dans la roche karstique.

## Formentera dans la littérature
Jules Verne rédige les premières pages d'Hector Servadac en décrivant Formentera.
Le Soleil de Jean-Hubert Gailliot se déroule, en partie, à Formentera.

## Honneur
L'astéroïde (579787) Formentera porte son nom.

## Galerie

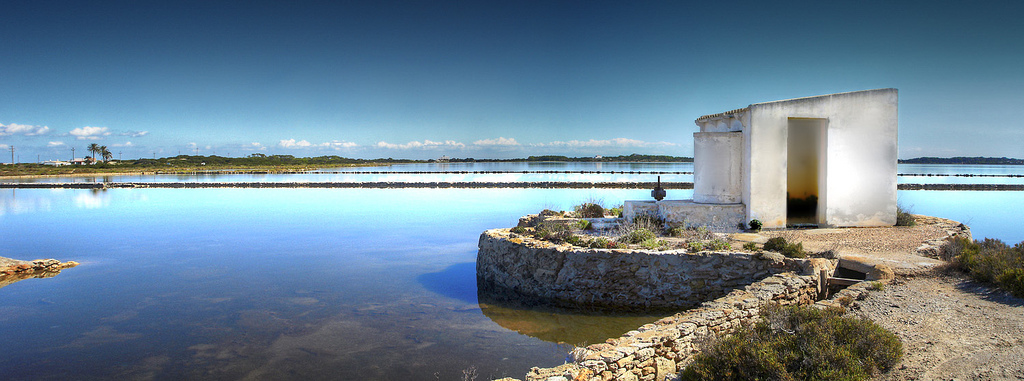
Panorama sur l’Estany Pudent et ses salines, au nord-ouest de l'île.
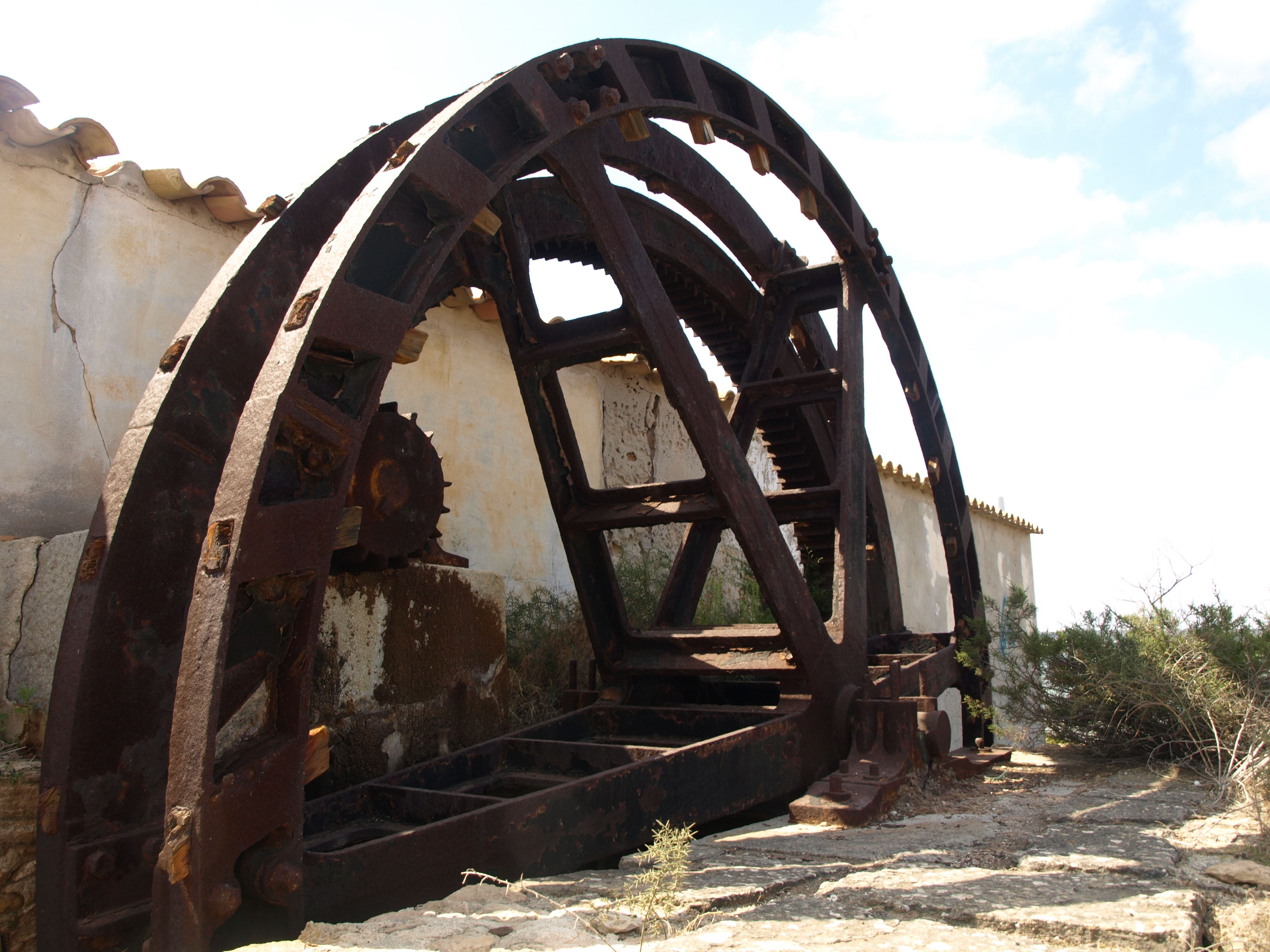
Moulin de pompage d’eau de mer alimentant les salines autour de l’Estany Pudent.
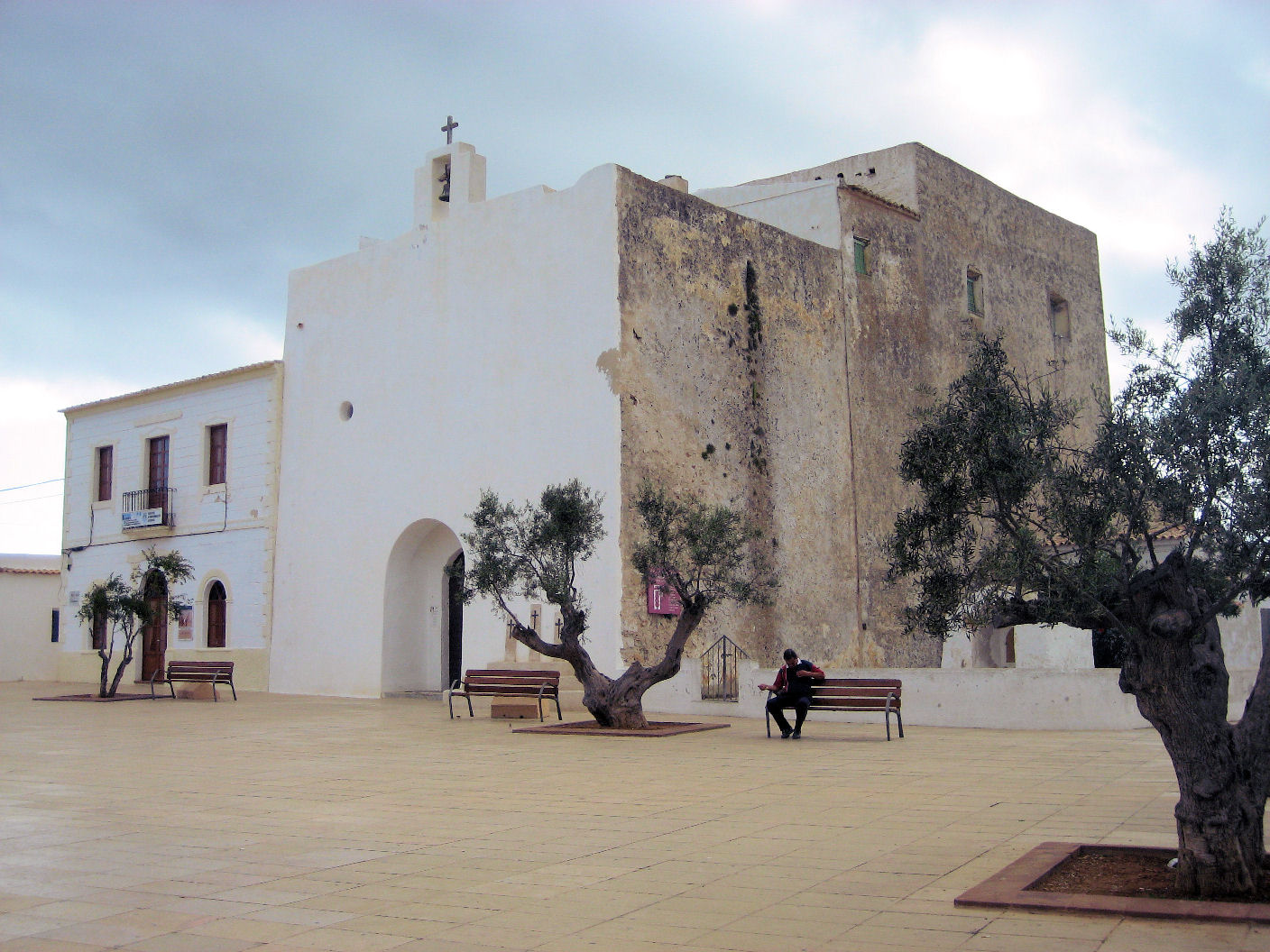
Église dans le village de Sant Francesc, au centre de l'île.
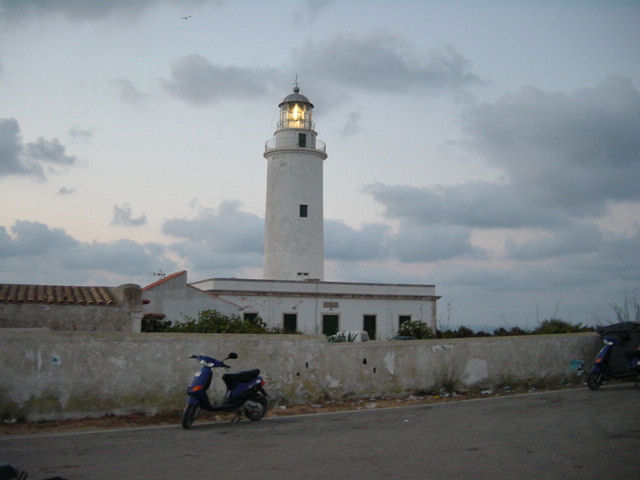
Le phare de la Mola, à l'est de l'île.
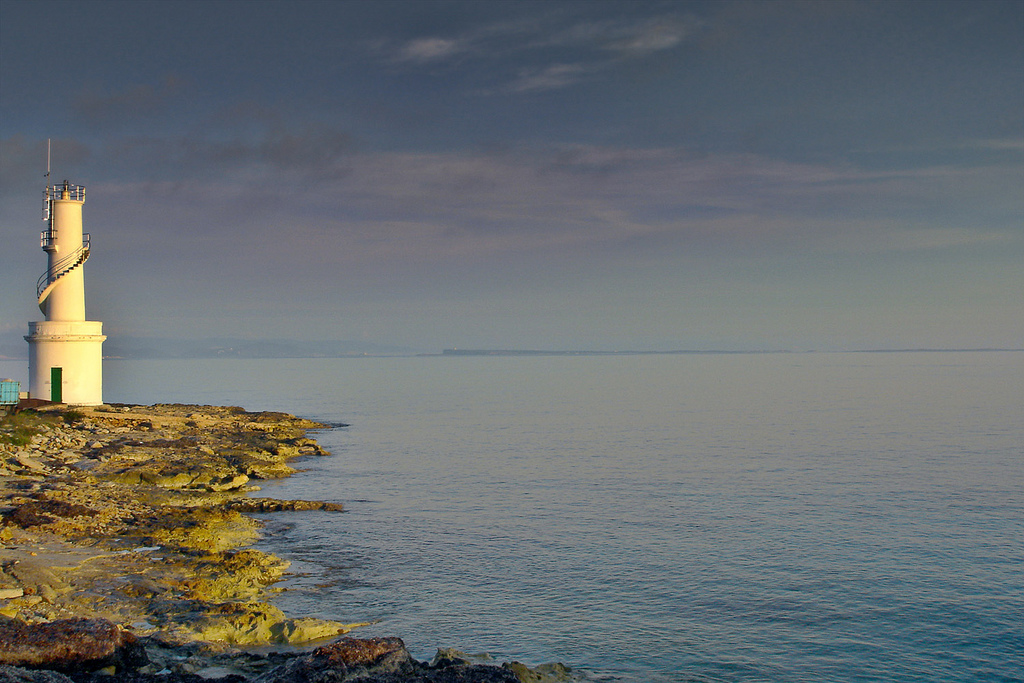
Le grand phare de la Savina, au nord face à l’ile d'Ibiza.
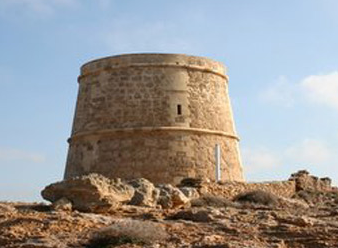
Une des tours de guet historiques, pour alerter la population des Baléares des attaques de pirates.
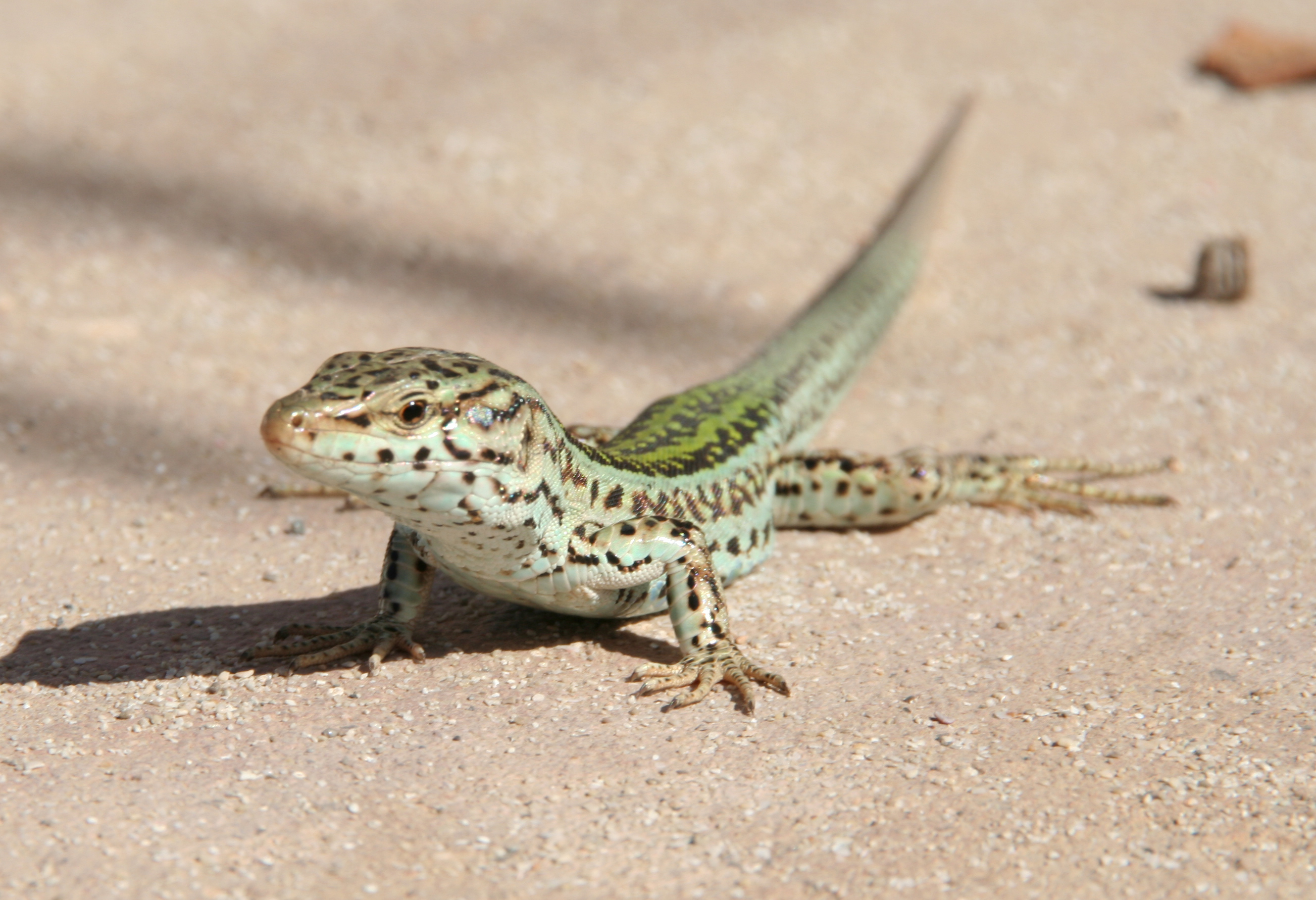
Podarcis pityusensis formenterae, une espèce endémique parmi les nombreux reptiles de l'île.

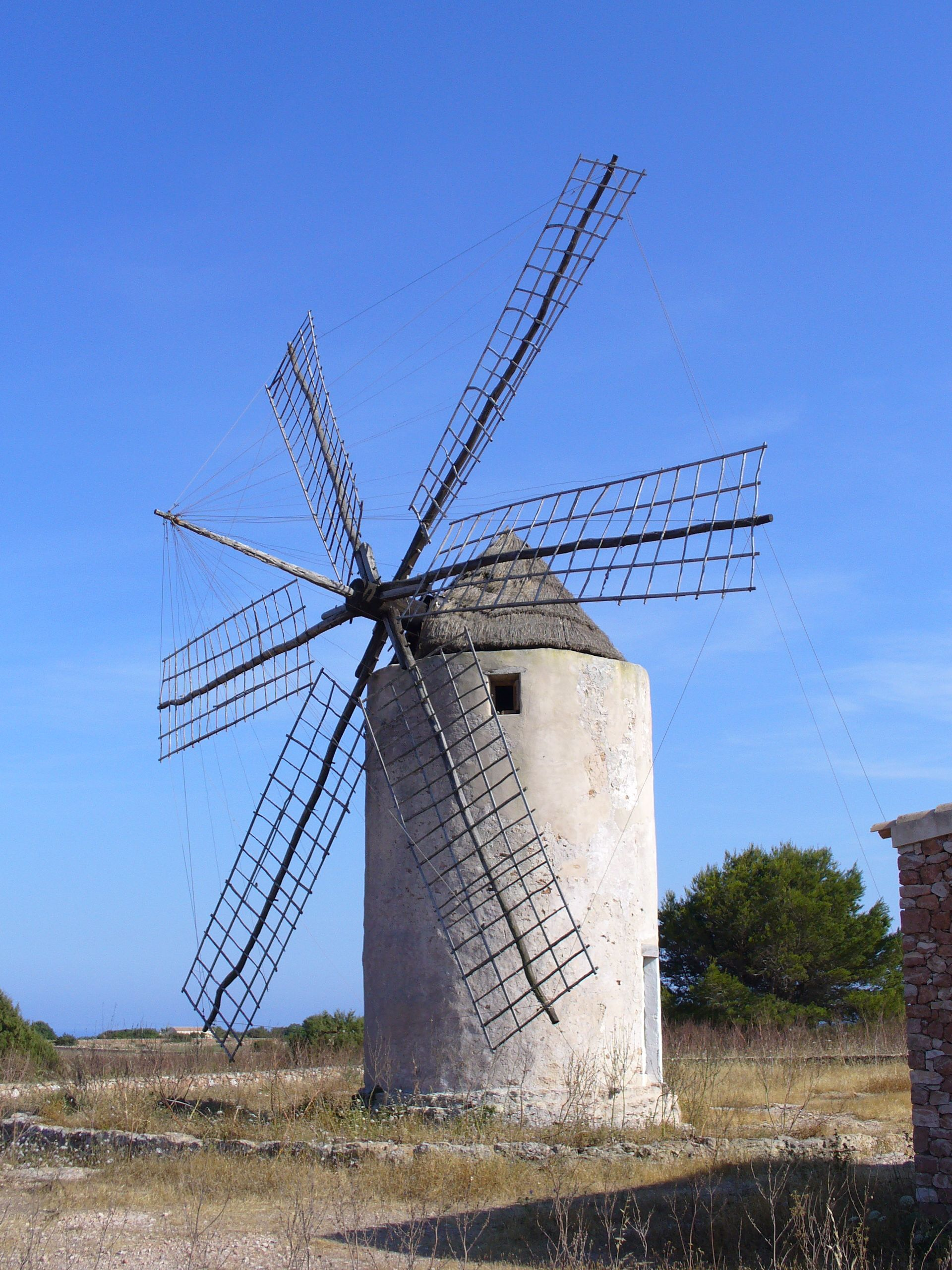
Moulin à vent historique à El Pilar de la Mola, pour moudre le froment.
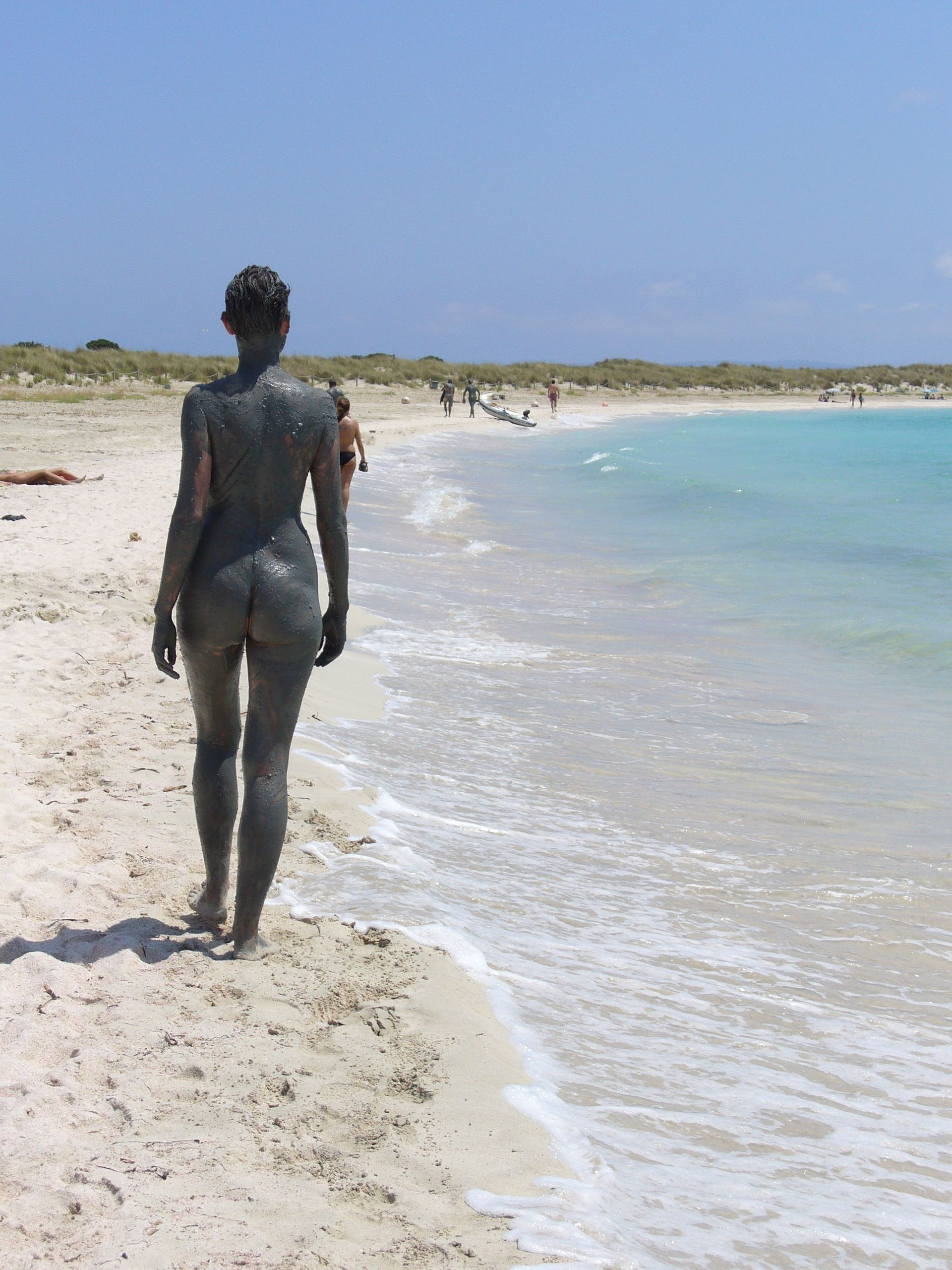
Sortie d'un des bains de boue sulfurée renommés, sur la plage nudiste de la petite île d'Espalmador, au nord de Formentera.
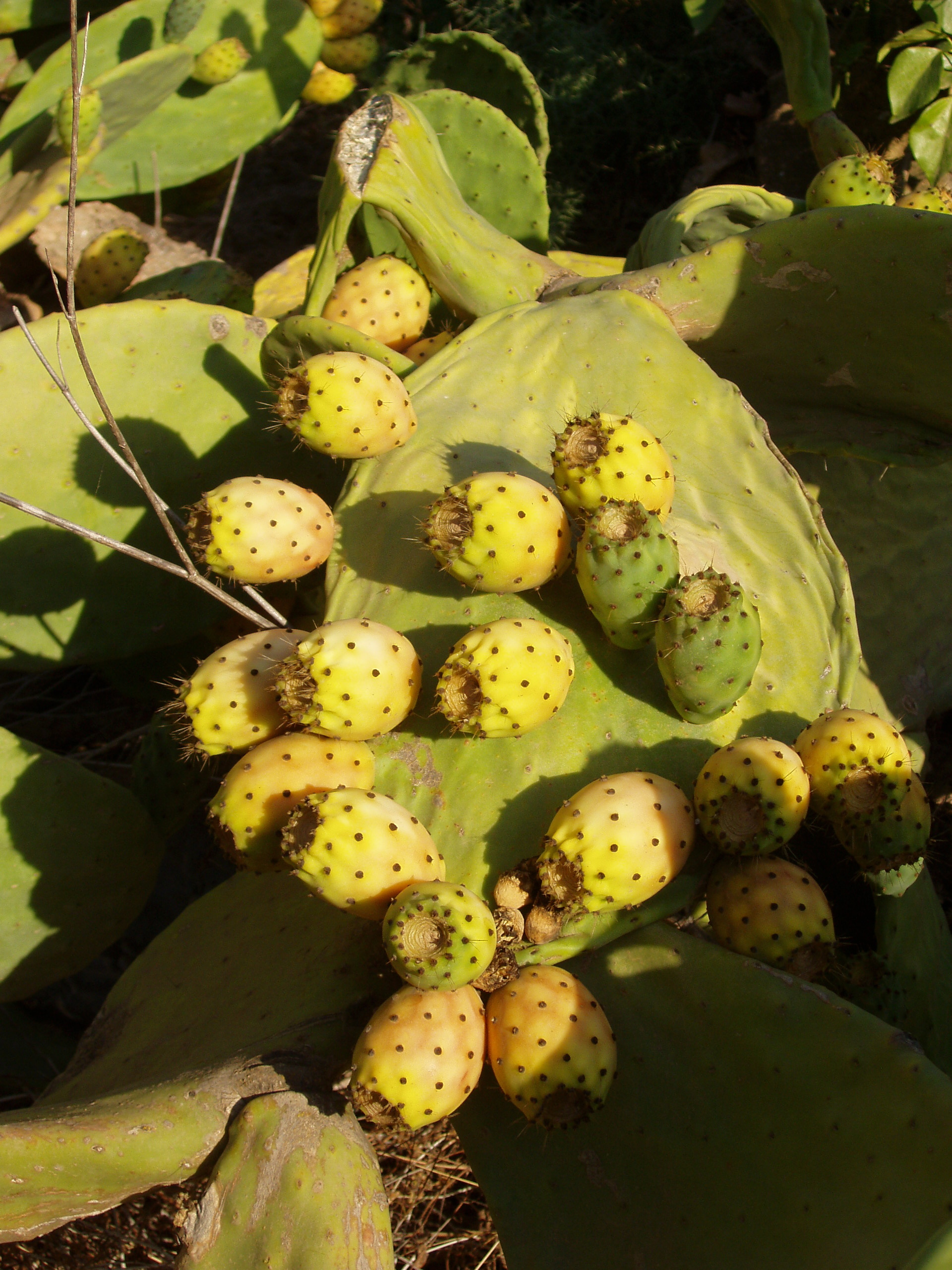
Des figues de Barbarie, fruits d'un cactée Opuntia ficus-indica devenu endémique sur l'île.